# Compressigerina
Compressigerina es un género de foraminífero bentónico de la familia Reussellidae, de la superfamilia Buliminoidea, del suborden Buliminina y del orden Buliminida. Su especie tipo es Uvigerina coartata. Su rango cronoestratigráfico abarca desde el Oligoceno hasta la Actualidad.

## Discusión
Clasificaciones previas incluían Compressigerina en el suborden Rotaliina del orden Rotaliida.

## Clasificación
Compressigerina incluye a la siguiente especie:
- Compressigerina coartata